# Pony Club

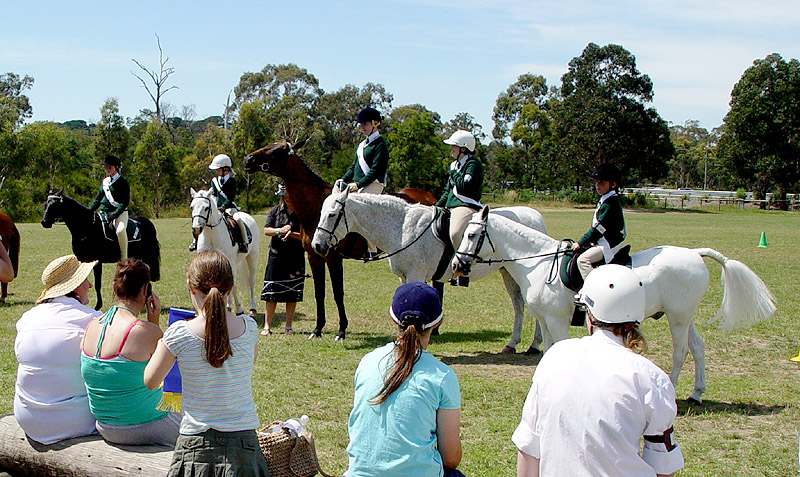
Monash Pony Club in Melbourne, Australien

Der Pony Club ist eine internationale Jugendorganisation, die sich der Ausbildung von Jugendlichen im Pferdesport und im Umgang mit Pferden widmet. Pony Club-Verbände gibt es weltweit. In Deutschland gibt es keinen speziellen Pony-Club-Verband, dafür ist die FN-Jugendorganisation Mitglied im internationalen Pony Club. Die nationalen Pony-Club-Verbände sind insbesondere in Großbritannien, Irland, den USA, Kanada, Neuseeland und Australien sehr groß.

## Geschichte
Der erste Pony Club ist 1929 in Großbritannien als Freiwilligen-Organisation unter dem Namen „The Pony Club“ entstanden. Er wurde gegründet um Kinder zum Reiten zu ermutigen und gehört zur British Equestrian Federation. Heute gibt es in Großbritannien rund 600 Pony-Club-Anlagen, so dass der Pony Club für die große Mehrheit der britischen Pferdesportler und Medaillengewinner die erste Station ihrer Karriere ist.
Durch den Erfolg des britischen Pony Clubs wurden in anderen Ländern ebenfalls Pony Clubs gegründet. Heute ist der größte nationale Pony-Club-Verband in Australien.

## Struktur
Jeder nationale Pony-Club-Verband besteht aus lokalen Pony Clubs. Die lokalen Clubs sind unterschiedlich groß und veranstalten untereinander regionale Wettkämpfe. Die Teilnehmer sind zwischen 8 und 25 Jahren alt. Durch die breite Spanne können die älteren Clubmitglieder den Jungen beistehen und die Jungen von den Älteren lernen.
Der Pony Club USA hat seinen Hauptsitz im Kentucky Horse Park.